# Gagrellula schenkeli
Gagrellula schenkeli is een hooiwagen uit de familie Sclerosomatidae.